# Mount Carrara
Mount Carrara är ett berg i Antarktis. Det ligger i Västantarktis. Argentina, Chile och Storbritannien gör anspråk på området. Toppen på Mount Carrara är 1 700 meter över havet.
Terrängen runt Mount Carrara är huvudsakligen lite kuperad. Trakten är obefolkad. Det finns inga samhällen i närheten.